# Василевичский район
Василевичский район (бел. Васілевіцкі раён) — административно-территориальная единица в составе Белорусской ССР, существовавшая в 1926—1927 и 1938—1959 годах. Центр — город районного подчинения Василевичи (городской посёлок до 19 ноября 1971 года, местечко до 29. апреля 1950 года, селение до 15.июля 1935 года).
Василевичский район был образован 8 декабря 1926 года в составе Речицкого округа. 9 июня 1927 года в связи с ликвидацией Речицкого округа передан в Гомельский округ, а уже 4 августа 1927 года район был упразднён.
20 февраля 1938 года Василевичский район восстановлен в составе Полесской области.
По данным на 1 января 1947 года район имел площадь 0,7 тыс. км². В его состав входили 15 сельсоветов: Бабичский, Василевичский, Дубровский, Зеленочский, Золотушский, Короватичский, Липовский (центр — д. Многозерш), Лисковский, Мокановичский, Наховский, Первомайский, Сведский, Узножский, Хобненский, Чкаловский.
29.04.1950 ликвидирован Василевичский сельсовет.
24.02.1951 Сведский сельсовет присоединен к Речицкому району.
В результате расформирования Полесской области 26 апреля 1954 года Василевичский район был передан в Гомельскую область.
16.07.1954 ликвидированы Золотушский, Короватичский, Лисковский и Узножский сельсоветы; Макановичский сельсовет переименован в Василевичский.
На основании Указа Президиума Верховного Совета БССР «Об упразднении Василевичского района Гомельской области» от 16 сентября 1959 года р-н ликвидирован, г.п. Василевичи, Бабичский, Василевичский (за исключением д. Новинки), Дубровский, Первомайский сельсоветы переданы Речицкому р-ну; д. Новинки, Зеленочский, Липовский, Наховский, Хобненский, Чкаловский сельсоветы переданы Калинковичскому р-ну.

## Население
В 1939 году в районе проживали 49 471 человек: 44 478 белорусов, 1875 украинцев, 1763 русских, 599 евреев, 525 поляка, 211 немцев, 504 представителя других национальностей.